# Geir Haarde
Geir Hilmar Haarde, né le 8 avril 1951 à Reykjavik, est un homme d'État islandais, Premier ministre du 15 juin 2006 au 1er février 2009.

## Biographie
Il effectue ses études à l'université Brandeis, aux États-Unis. Il travaille ensuite comme assistant spécial du ministre des Finances d'Islande et comme économiste à la Banque centrale d'Islande.
Il est élu député à l'Althing, le parlement islandais, lors des élections législatives de 1987.
Il occupe le poste de ministre des Finances de 1998 à 2005, puis celui de ministre des Affaires étrangères à partir de septembre 2005.
Il devient président du Parti de l'indépendance (Sjálfstæðisflokkur) après une élection très favorable en octobre 2005, succédant à Davíð Oddsson.
Après l'annonce de la démission de Halldór Ásgrímsson de son poste de Premier ministre le 5 juin 2006, Geir Haarde, en tant que chef du principal parti de la coalition gouvernementale, lui succède le 15 juin suivant. À la suite des élections législatives du 12 mai 2007, il met un terme à l'alliance, formée en 1995, avec le Parti du progrès (Fram) et constitue une grande coalition avec les sociaux-démocrates de l'Alliance (Sam).
En raison de la crise financière de 2008 qui affecte fortement l'Islande, des manifestations massives de la population réclamant un nouveau gouvernement débouchent sur la révolution islandaise. Geir Haarde démissionne le 26 janvier 2009 de ses fonctions de Premier ministre. Il est remplacé par Jóhanna Sigurðardóttir, première femme à accéder à ce poste.
Il est accusé par une commission parlementaire de « grande négligence et violation des lois sur la responsabilité ministérielle » et traduit devant la Haute Cour de justice d'Islande le 5 mars 2012,. Le 23 avril suivant, la Cour ne le reconnaît coupable que d'un seul des six chefs d'accusation, celui de ne pas avoir tenté de résoudre, lors de réunions du gouvernement, les problèmes auxquels les banques islandaises étaient confrontées ni leurs conséquences potentielles sur l'économie islandaise. Cependant, aucune sanction n'est retenue contre lui.
Le 23 février 2015, il devient ambassadeur d'Islande aux États-Unis. Le 1er juillet 2019, il quitte son poste pour devenir membre du conseil d'administration de la Banque mondiale.